# Thăng Phước
Thăng Phước is een xã in het district Hiệp Đức, een van de districten in de Vietnamese provincie Quảng Nam. Thăng Phước heeft ruim 2900 inwoners op een oppervlakte van 61,5 km².
Thăng Phước ligt op de rechter oever van de Tranh en op de linker oever van Ngang. Beide rivieren komen in Thăng Phước samen en vormen vanaf hier de Thu Bồn.